# Aeroportul Frégate Island
Aeroportul Frégate Island (IATA: FRK, ICAO: FSSF) este un aeroport din île de Frégate⁠(d), Seychelles.
Situat la o altitudine de 3 m, aeroportul dispune de o singură pistă.